# رضوان (اسم)
رضوان هو اسم عربي يطلق على الذكور، ومعناه جاء من الرضا أو النعيم.

## قائمة
- كود سباركل
- تحديث القائمة

1. رضوان - خازن الجنة، هو أحد الملائكة في الإسلام، وخازن الجنة.
2. رضوان السيد، كاتب ومفكر لبناني، وحائز على جائزة الملك فيصل في مجال الدراسات الإسلامية.
3. رضوان باشا، سياسي عثماني.
4. رضوان بن تتش، حاكم سلجوقي على حلب في الفترة ما بين 1095م إلى حين وفاته في 1113م.
5. رضوان بن محمد الساعاتي.
6. رضوان عصام الدين، القائد العسكري السابق للجماعة الإسلامية في جنوب شرق آسيا التابعة لتنظيم القاعدة..
7. رضوان عقيلي، ممثل سوري.
8. رضوان فايد، مجرم فرنسي ذو أصول جزائرية.